# 산동초등학교 (경북)
산동초등학교는 대한민국 경상북도 구미시 산동읍 인덕리에 있는 공립 초등학교이다.

## 학교 연혁
- 1935년 10월 1일 산동공립보통학교로 개교
- 1938년 4월 1일 산동공립심상소학교로 개칭
- 1941년 4월 1일 산동공립국민학교로 개칭
- 1981년 3월 1일 병설유치원 개원
- 1996년 3월 1일 산동초등학교로 교명 변경
- 2010년 3월 1일 송백분교장 통폐합
- 2010년 3월 1일 특수반 1학급 편성
- 2011년 3월 1일 임봉초등학교 통폐합
- 2012년 7월 27일 다목적 강당 준공
- 2013년 2월 10일 급식실 현대화 사업
- 2019년 2월 15일 제80회 졸업(졸업생: 9명, 총 졸업생수: 5,497명)
- 2019년 3월 1일 제32대 정미옥 교장 취임
- 2019년 3월 1일 10학급 편성(특수학급 1반)

## 참고 자료
- 산동초등학교 - 한국교육학술정보원 학교알리미